# Militärflugplatz Colmar-Meyenheim

i7
i11
i13
Die Base aérienne 132 Colmar-Meyenheim (B.A. 132) war ein Militärflugplatz der französischen Luftstreitkräfte (Armée de l’air). Die Basis, die seit 1963 nach Commandant René Pépin benannt war und 2010 geschlossen wurde, liegt in der Region Elsass im Département Haut-Rhin im Osten der Gemeindegebiete Meyenheims und der nördlichen Nachbargemeinde Oberentzen etwa zwanzig Kilometer südlich von Colmar. Sie dient heute als Kaserne der Landstreitkräfte (Armée de terre).

## Geschichte

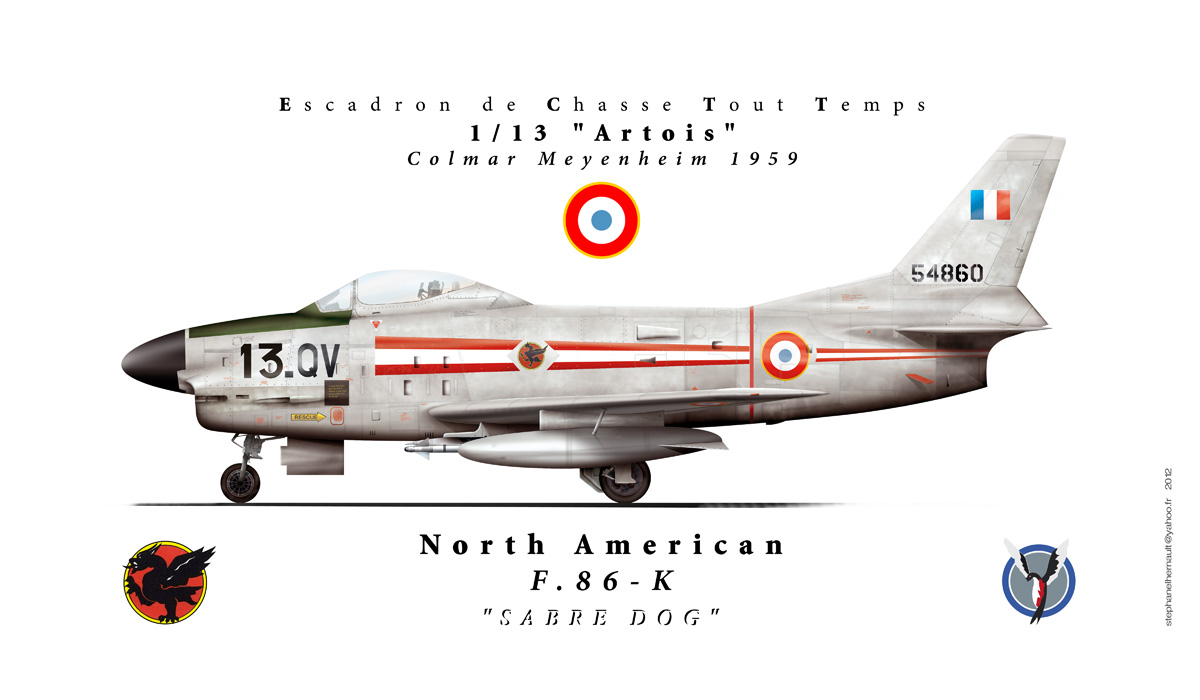
F-86K, EC 1/13 "Artois", 1959

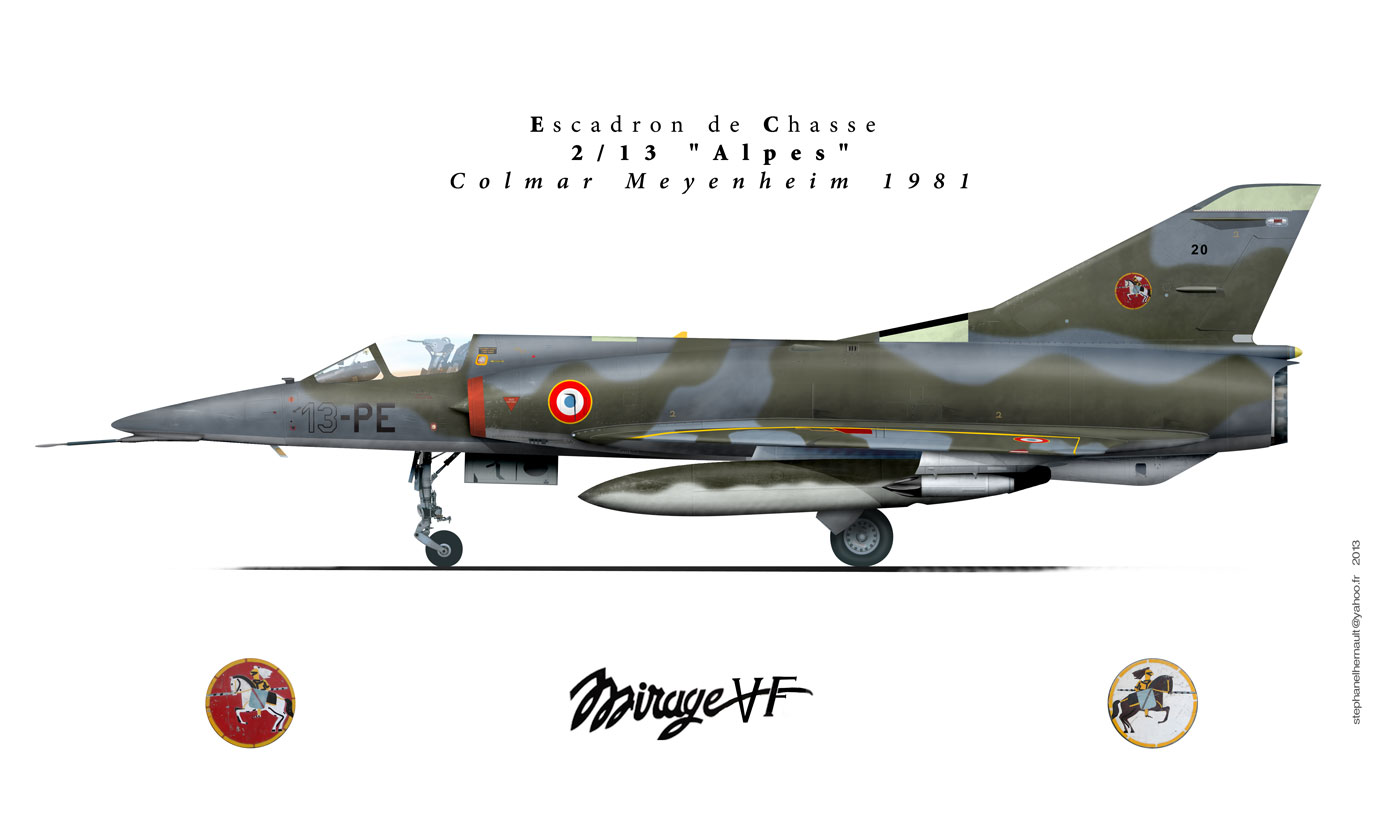
Mirage 5F, EC 2/13 "Alpes", 1981

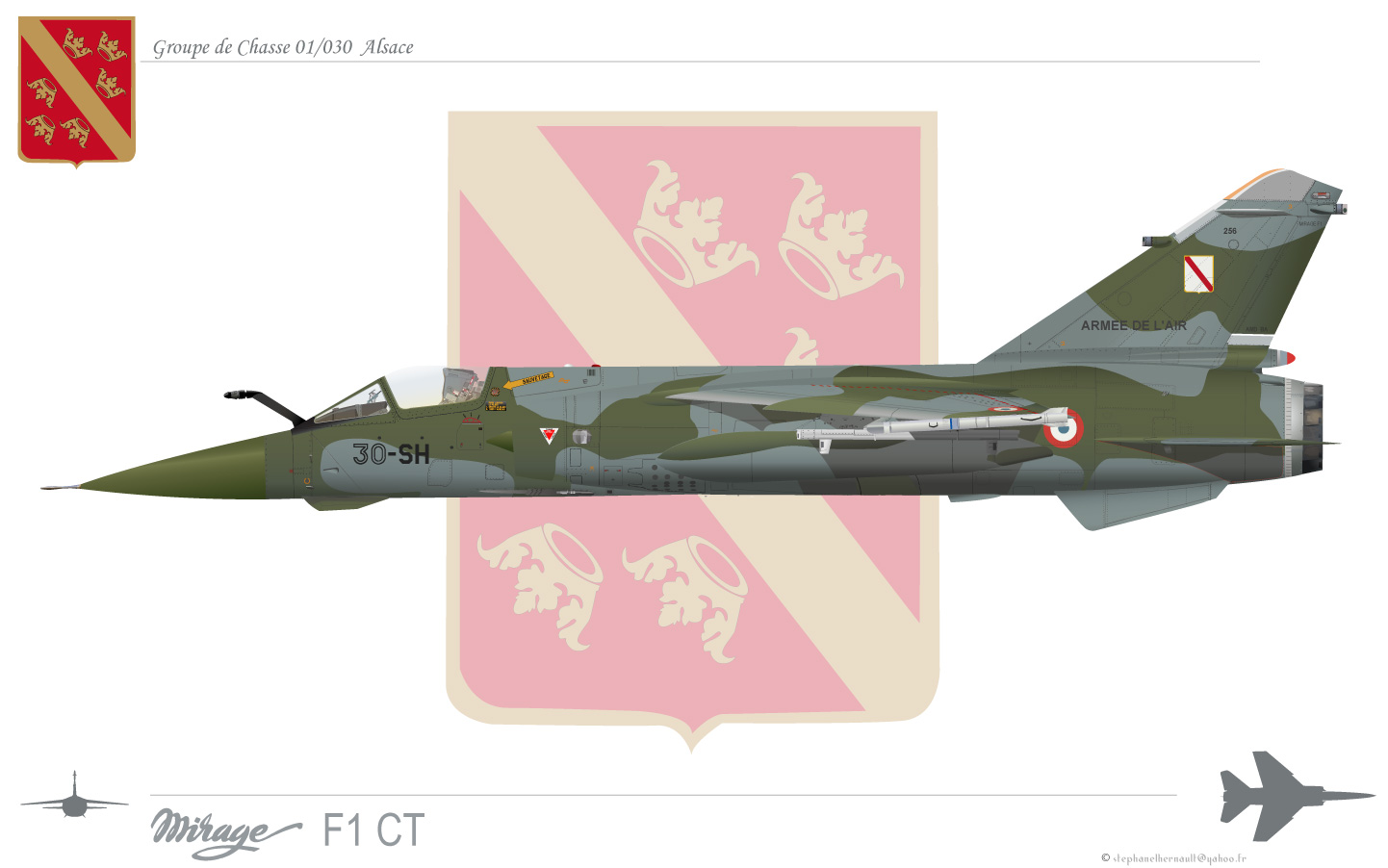
Mirage F.1CT, EC 1/30 "Alsace", 2008

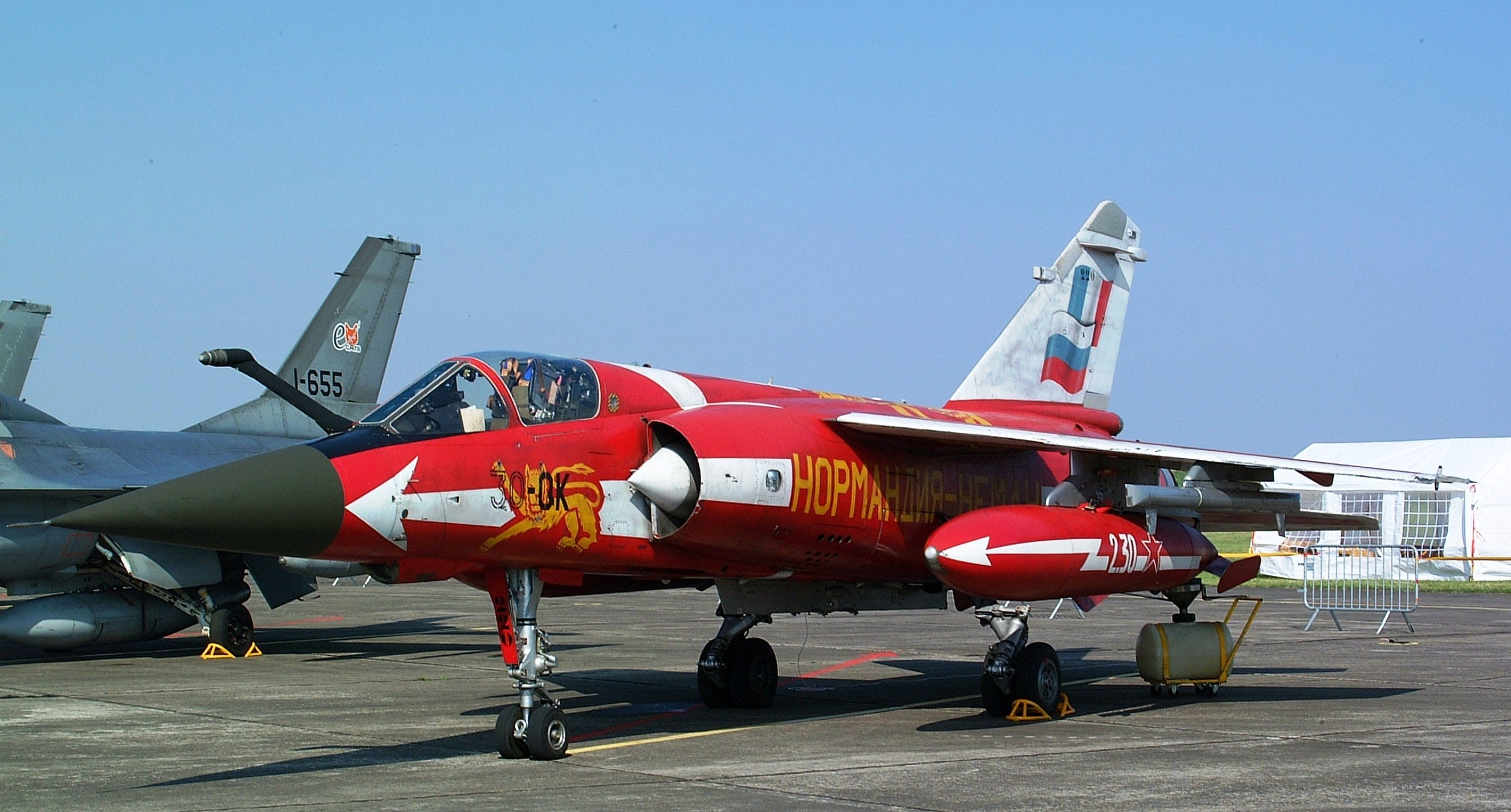
Mirage F1CT, EC 2/30 "Normandie Niemen", 2004

Nach Beginn des Kalten Krieges begann der Bau eines neuen NATO-Flugplatzes 1951. Die Bauarbeiten konnten 1956 abgeschlossen werden und im folgenden Jahr wurde Colmar Heimatbasis des bis zu diesem Zeitpunkt in Lahr liegenden 13. Allwetter-Jagdgeschwaders, 13e escadre de chasse tout temps (13e ECTT). Der aus den beiden Jagdgruppen (Escadron de chasse)  EC 1/13 „Artois“ und EC 2/13 „Alpes“ bestehende Verband flog damals neben einer Handvoll T-33 die F-86K.
Die Umrüstung auf die Mirage IIIC begann im April 1962 und bereits drei Jahre später begann der Austausch durch die E-Baureihe der Mirage III. Mit der EC 3/13 „Auvergne“  wurde 1972 eine dritte fliegende Gruppe aufgestellt. Diese flog für Israel gebaute Mirage 5F, die auf Grund eines damals bestehenden Waffenembargos nicht ausgeliefert werden konnten. Die Gruppe galt 1972 als modernster Jagdverband in Europa.
Anfang November 1992 trafen die ersten Mirage F1CT in Colmar ein und an die Stelle der bisherigen 1. und 3. Gruppe „Artois“ und  „Auvergne“traten 1993 die EC 1/13 „Normandie-Niémen“ und EC 3/13 „Alsace“. Die 2. Gruppe, 2/13 „Alpes“, wurde im Juni 1994 und das 13. Jagdgeschwader im Juni 1995 aufgelöst.
Die beiden verbliebenen Jagdgruppen wurden zu diesem Zeitpunkt unabhängig und erhielten die Bezeichnungen 1/30 „Alsace“ und 2/30 „Normandie-Niémen“. Erstere wurde im Juli 2008 und letztere im Juli 2009 aufgelöst. Die Basis 132 wurde im Juni 2010 geschlossen.
Auf dem Gelände befindet sich heute ein kleines Museum in Erinnerung an die Militärfliegerei in Colmar.

## Heutige Nutzung
Das Gelände dient heute den Landstreitkräften als Kaserne, die sie als Quartier Dio bezeichnen. Hier ist seit Juli 2010 das Régiment de marche du Tchad stationiert.